# Bào Phương
Bào Phương (tiếng Trung: 鲍方, tiếng Anh: Bao Fang; sinh ngày 13 tháng 11 năm 1922) là một nam diễn viên, đạo diễn, biên kịch người Trung Quốc. Ông từng là gương mặt nổi bật và diễn viên phụ lâu đời của Đài truyền hình TVB.